# RTL Group

Logo televizní společnosti RTL Group

RTL Group (RTL = Radio Télévision Luxembourg) je největší evropský provozovatel soukromých televizí a rádií ve 12 zemích. Sídlo koncernu je v Lucemburku. Hlavním akcionářem je společnost Bertelsmann AG.

## Televize

### Belgie
- RTL TVI
- Club RTL
- Plug TV

### Chorvatsko
- RTL Televizija
- RTL 2
- RTL Plus

### Francie
- M6
- M6 Boutique & Co.
- RTL 9
- Fun TV
- Téva
- TF6
- 6ter
- Paris Premiere
- Série Club
- M6 Music Hits
- M6 Music Black
- M6 Music Club
- W9

### Lucembursko
- RTL Télé Lëtzebuerg
- Den 2.ten RTL
- RTL 9 (Francie)
- RTL-TVi (Belgie)
- Club RTL (Belgie)
- Plug TV (Belgie)
- RTL 4 (Nizozemsko)
- RTL 5 (Nizozemsko)
- RTL 7 (Nizozemsko)
- RTL 8 (Nizozemsko)

### Maďarsko
- RTL Klub
- RTL II
- Cool TV
- Film+
- Film+2
- Sorozat+
- Prizma TV

### Německo
- RTL Television
- RTL II
- VOX
- n-tv
- Super RTL
- RTL Crime
- RTL Living
- Passion
- RTL Nitro

### Nizozemsko
- RTL 4
- RTL 5
- RTL 7
- RTL 8
- RTL Lounge
- RTL Crime
- RTL Telekids
- RTL 24

### Rusko
- REN TV

### Španělsko
- Antena 3
- Neox
- Nova
- Nitro
- laSexta
- Xplora
- laSexta3

## Rozhlas

### Belgie
- Bel RTL
- Radio Contact
- Contact+
- Mint

### Francie
- RTL
- RTL2
- Fun Radio

### Lucembursko
- RTL Radio Letzebuerg
- RTL Radio die beste Hits aller Zeiten (Německo)

### Německo
- RTL Radio Deutschland

### Nizozemsko
- Radio 538
- Slam!FM